# Catalunya Religió
Catalunya Religió és un portal d'actualitat religiosa de Catalunya en català. El projecte va néixer el 2009 en format digital i des del 2019 també compta amb una edició gratuïta en paper. A més d'actualitat ofereix informació de servei sobre alguns esdeveniments relacionats amb la religió. Des de l'any 2022 la directora és Glòria Barrete, que va rellevar Laura Mor Iriarte, que al seu torn havia substituït Jordi Llisterri en el càrrec el 2020.
Aquest mitjà va començar l'11 de setembre de 2009 amb l'impuls d'un grup de persones de diversos moviments eclesials. El seu objectiu era fer un portal que tingués com a eix les notícies al voltant de la informació que generen les comunitats religioses de Catalunya, especialment del món catòlic com a confessió majoritària, i els comentaris que ajudessin a interpretar-la. Van decidir partir de "la realitat catalana i les arrels cristianes de Catalunya, i amb la brúixola del Concili Vaticà II". En la celebració del cinquè aniversari de l'entitat, el 20 d'octubre de 2014, van intervenir el director, Jordi Llisterri; els copresidents del consell editorial, Carles Duarte i Montserrat i Josep Maria Carbonell, i el director general d'Afers Religiosos de la Generalitat de Catalunya, Enric Vendrell i Duran, entre d'altres.